# Atletika na Letních olympijských hrách 1908
Na letních olympijských hrách v roce 1908 bylo prezentováno 26 atletických disciplín, a to všechno pouze pro muže. Celkem bylo uděleno 79 medailí (27 zlatých, 27 stříbrných, 25 bronzových).

## Muži
| Disciplína            | Zlato                                                                                           | Stříbro                                                                    | Bronz                                                                   |
| běh na 100 m          | Reggie Walker · Jižní Afrika (RSA)                                                              | James Rector · Spojené státy americké (USA)                                | Bobby Kerr · Kanada (CAN)                                               |
| běh na 200 m          | Bobby Kerr · Kanada (CAN)                                                                       | Robert Cloughen · Spojené státy americké (USA)                             | Nathaniel Cartmell · Spojené státy americké (USA)                       |
| běh na 400 m          | Wyndham Halswelle · Velká Británie (GBR)                                                        | nebyla udělena                                                             | nebyla udělena                                                          |
| běh na 800 m          | Melvin Sheppard · Spojené státy americké (USA)                                                  | Emilio Lunghi · Itálie (ITA)                                               | Hanns Braun · Německo (GER)                                             |
| běh na 1500 m         | Melvin Sheppard · Spojené státy americké (USA)                                                  | Harold Wilson · Velká Británie (GBR)                                       | Norman Hallows · Velká Británie (GBR)                                   |
| 5 mile                | Emil Voigt · Velká Británie (GBR)                                                               | Edward Owen · Velká Británie (GBR)                                         | John Svanberg · Švédsko (SWE)                                           |
| Maratonský běh        | John Hayes · Spojené státy americké (USA)                                                       | Charles Hefferon · Jižní Afrika (RSA)                                      | Joseph Forshaw · Spojené státy americké (USA)                           |
| 110 m překážek        | Forrest Smithson · Spojené státy americké (USA)                                                 | John Garrels · Spojené státy americké (USA)                                | Arthur Shaw · Spojené státy americké (USA)                              |
| 400 m překážky        | Charles Bacon · Spojené státy americké (USA)                                                    | Harry Hillman · Spojené státy americké (USA)                               | Jimmy Tremeer · Velká Británie (GBR)                                    |
| 3200 m steeplechase   | Arthur Russell · Velká Británie (GBR)                                                           | Archie Robertson · Velká Británie (GBR)                                    | John Eisele · Spojené státy americké (USA)                              |
| Štafeta               | Spojené státy americké (USA) · William Hamilton · Nate Cartmell · John Taylor · Melvin Sheppard | Německo (GER) · Arthur Hoffmann · Hans Eicke · Otto Trieloff · Hanns Braun | Maďarsko (HUN) · Pál Simon · Frigyes Wiesner · József Nagy · Ödön Bodor |
| Družstva 3 mile       | Velká Británie (GBR) · William Coales · Joe Deakin · Archie Robertson                           | Spojené státy americké (USA) · George Bonhag · John Eisele · Herbert Trube | Francie (FRA) · Joseph Dreher · Louis de Fleurac · Paul Lizandier       |
| Chůze 3500 m          | George Larner · Velká Británie (GBR)                                                            | Ernest Webb · Velká Británie (GBR)                                         | Harry Kerr · Australasie (ANZ)                                          |
| Chůze 10 mile         | George Larner · Velká Británie (GBR)                                                            | Ernest Webb · Velká Británie (GBR)                                         | Edward Spencer · Velká Británie (GBR)                                   |
| Skok daleký           | Frank Irons · Spojené státy americké (USA)                                                      | Daniel Kelly · Spojené státy americké (USA)                                | Calvin Bricker · Kanada (CAN)                                           |
| Trojskok              | Timothy Ahearne · Velká Británie (GBR)                                                          | Garfield MacDonald · Kanada (CAN)                                          | Edvard Larsen · Norsko (NOR)                                            |
| Skok do výšky         | Harry Porter · Spojené státy americké (USA)                                                     | Géo André · Francie (FRA)                                                  | nebyla udělena                                                          |
| Skok do výšky         | Harry Porter · Spojené státy americké (USA)                                                     | Con Leahy · Velká Británie (GBR)                                           | nebyla udělena                                                          |
| Skok do výšky         | Harry Porter · Spojené státy americké (USA)                                                     | István Somodi · Maďarsko (HUN)                                             | nebyla udělena                                                          |
| Skok o tyči           | Edward Cook · Spojené státy americké (USA)                                                      | nebyla udělena                                                             | Edward Archibald · Kanada (CAN)                                         |
| Skok o tyči           | Edward Cook · Spojené státy americké (USA)                                                      | nebyla udělena                                                             | Charles Jacobs · Spojené státy americké (USA)                           |
| Skok o tyči           | Alfred Gilbert · Spojené státy americké (USA)                                                   | nebyla udělena                                                             |                                                                         |
| Skok o tyči           | Bruno Söderström · Švédsko (SWE)                                                                | nebyla udělena                                                             |                                                                         |
| Skok do dálky z místa | Ray Ewry · Spojené státy americké (USA)                                                         | Konstantinos Tsiklitiras · Řecko (GRE)                                     | Martin Sheridan · Spojené státy americké (USA)                          |
| Skok do výšky z místa | Ray Ewry · Spojené státy americké (USA)                                                         | John Biller · Spojené státy americké (USA)                                 | nebyla udělena                                                          |
| Skok do výšky z místa | Ray Ewry · Spojené státy americké (USA)                                                         | Konstantinos Tsiklitiras · Řecko (GRE)                                     | nebyla udělena                                                          |
| Vrh koulí             | Ralph Rose · Spojené státy americké (USA)                                                       | Denis Horgan · Velká Británie (GBR)                                        | John Garrels · Spojené státy americké (USA)                             |
| Hod diskem            | Martin Sheridan · Spojené státy americké (USA)                                                  | Merritt Giffin · Spojené státy americké (USA)                              | Bill Horr · Spojené státy americké (USA)                                |
| Hod kladivem          | John Flanagan · Spojené státy americké (USA)                                                    | Matt McGrath · Spojené státy americké (USA)                                | Con Walsh · Kanada (CAN)                                                |
| Hod oštěpem           | Eric Lemming · Švédsko (SWE)                                                                    | Arne Halse · Norsko (NOR)                                                  | Otto Nilsson · Švédsko (SWE)                                            |
| Disk – řecký styl     | Martin Sheridan · Spojené státy americké (USA)                                                  | Bill Horr · Spojené státy americké (USA)                                   | Verner Järvinen · Finsko (FIN)                                          |
| Oštěp – freestyle     | Eric Lemming · Švédsko (SWE)                                                                    | Michalis Dorizas · Řecko (GRE)                                             | Arne Halse · Norsko (NOR)                                               |

## Medailové pořadí
| Umístění | Stát                   | Zlato | Stříbro | Bronz | Celkem |
| -------- | ---------------------- | ----- | ------- | ----- | ------ |
| 1        | Spojené státy americké | 16    | 10      | 8     | 34     |
| 2        | Velká Británie         | 7     | 7       | 3     | 17     |
| 3        | Švédsko                | 2     | 0       | 3     | 5      |
| 4        | Kanada                 | 1     | 1       | 4     | 6      |
| 5        | Jižní Afrika           | 1     | 1       | 0     | 2      |
| 6        | Řecko                  | 0     | 3       | 0     | 3      |
| 7        | Norsko                 | 0     | 1       | 2     | 3      |
| 8        | Francie                | 0     | 1       | 1     | 2      |
| 8        | Německo                | 0     | 1       | 1     | 2      |
| 8        | Maďarsko               | 0     | 1       | 1     | 2      |
| 11       | Itálie                 | 0     | 1       | 0     | 1      |
| 12       | Australasie            | 0     | 0       | 1     | 1      |
| 12       | Finsko                 | 0     | 0       | 1     | 1      |
| *        | Celkem                 | 27    | 27      | 25    | 79     |